# Убийство Фадиме Шахиндал
Фадиме Шахиндал (Сахиндал, Сахиндаль, швед. Fadime Şahindal; 2 апреля 1975, Tapkıran, Кахраманмараш — 21 января 2002, Уппсала) — шведская мигрантка курдского происхождения, ставшая жертвой «убийства чести». Убита в возрасте 26 лет собственным отцом. Её убийство потрясло Швецию, в результате чего вопросы об «убийствах чести», угнетении и насилии стали предметом политических дискуссий.
Фадима была убита не только за отказ выйти замуж за человека, выбранного для неё, но и за обнародование её истории и выставление напоказ «позора семьи». Этот «позор» был вызван тем, что дочь бросила вызов авторитету семьи. Хотя Фадима уже была изгнана из своей семьи, её отец чувствовал, что должен восстановить свою честь, убив её. Убийство Фадимы и освещение её смерти в СМИ превратили её в икону «мученицы, который умерла за то, что выступала против патриархального угнетения ее культуры и стремилась к независимой жизни за пределами семейных границ и контроля». Фадима была обычной девушкой из числа иммигрантов, которую убили за желание жить своей жизнью и принимать свои решения, как могла делать любая другая шведская девушка.

## Биография
Фадиме родилась 2 апреля 1975 года в Эльбистане в Турции, в семье курдов. Её отец Рахми Шахиндал (Rahmi Şahindal) был неграмотным фермером в небольшой курдской деревне близ Эльбистана. С раннего детства Фадиме и её младшая сестра Сонгюль (Songül) неоднократно подвергались физическому насилию со стороны отца. Семья Фадиме иммигрировала в Швецию из Северного Курдистана в 1980 году, когда Фатиме было 7 лет. Семья поселилась в пригороде Нюбю города Уппсала.
В Швеции её отец, брат и другие родственники мужского пола ограничивали её свободу с помощью контроля, угроз и насилия. Родители лишили Фадиме права на высшее образование и настаивали на том, что Фадиме должна поехать в Турцию, чтобы там выйти замуж за двоюродного брата. В 1996 году во время компьютерных курсов она познакомилась и начала встречаться с Патриком Линдешё (Patrick Lindesjö). Фадиме скрывала отношения, опасаясь наказания со стороны отца. В течение года отношения удалось скрывать. В 1997 году Фадиме подверглась нападению со стороны отца за то, что Фадиме опозорила свою семью. Фадиме переехала из Уппсалы, где жила её семья, в другой город — Сундсвалль, но и далее подвергалась преследованию и угрозам со стороны брата, полиция бездействовала и только посоветовала ей прекратить отношения с семьёй. Это вынудило Фадиме обратиться в СМИ, где она рассказала об условиях, в которых живут курдские девушки в Швеции. Общественность была возмущена бездействием полиции. Её отцу и младшему брату Месуту (Mesut) были предъявлены обвинения за угрозы и в 1998 году они были признан судом виновными. 
Фадиме и Патрик планировали совместную жизнь, но 3 июня 1998 года Патрик погиб в дорожно-транспортном происшествии (ДТП).
20 ноябре 2001 года Фадиме выступила в риксдаге на семинаре «Integration på vems villkor?», где рассказала депутатам парламента о своей борьбе за свободу:
У меня были свои мечты и цели в этой жизни. Я хотела определять условия своей жизни, делать свои ошибки и учиться на них. И я хотела стоять на своих ногах и брать ответственность за свои действия. Не позволяйте другим решать, как думать и поступать. 

Мнение моих родителей заключалось в том, что семья и родственники должны быть в центре моего внимания, поэтому я должна думать об интересах семьи, а не о собственном благополучии. Лучше страдать одному человеку, чем страдать всей семье и близким.
Фадиме жила в Эстерсунде, где училась на социального работника в Университете Средней Швеции. Фадиме должна была отправиться в Найроби, столицу Кении на шесть месяцев во время весеннего семестра 2002 года.

## Убийство
В течение четырех лет отец угрожал убить её.
Перед поездкой в Кению, на пути из Эстерсунда в Стокгольм, она заехала в Уппсалу попрощаться с матерью и сёстрами. 21 января 2002 года она находилась в квартире сестры в Уппсале. Когда она вышла из квартиры, поджидавший её отец дважды выстрелил Фатиме в голову. Она умерла на месте.
Через несколько часов отца задержали. На допросе он назвал Фадиме «шлюхой», а потом признался, что убил её. В качестве мотива отец Фадиме заявил, что своими действиями она обесчестила свою семью и родственников. По его словам, проблема была в Фадиме, а теперь проблема исчезла.

## Похороны

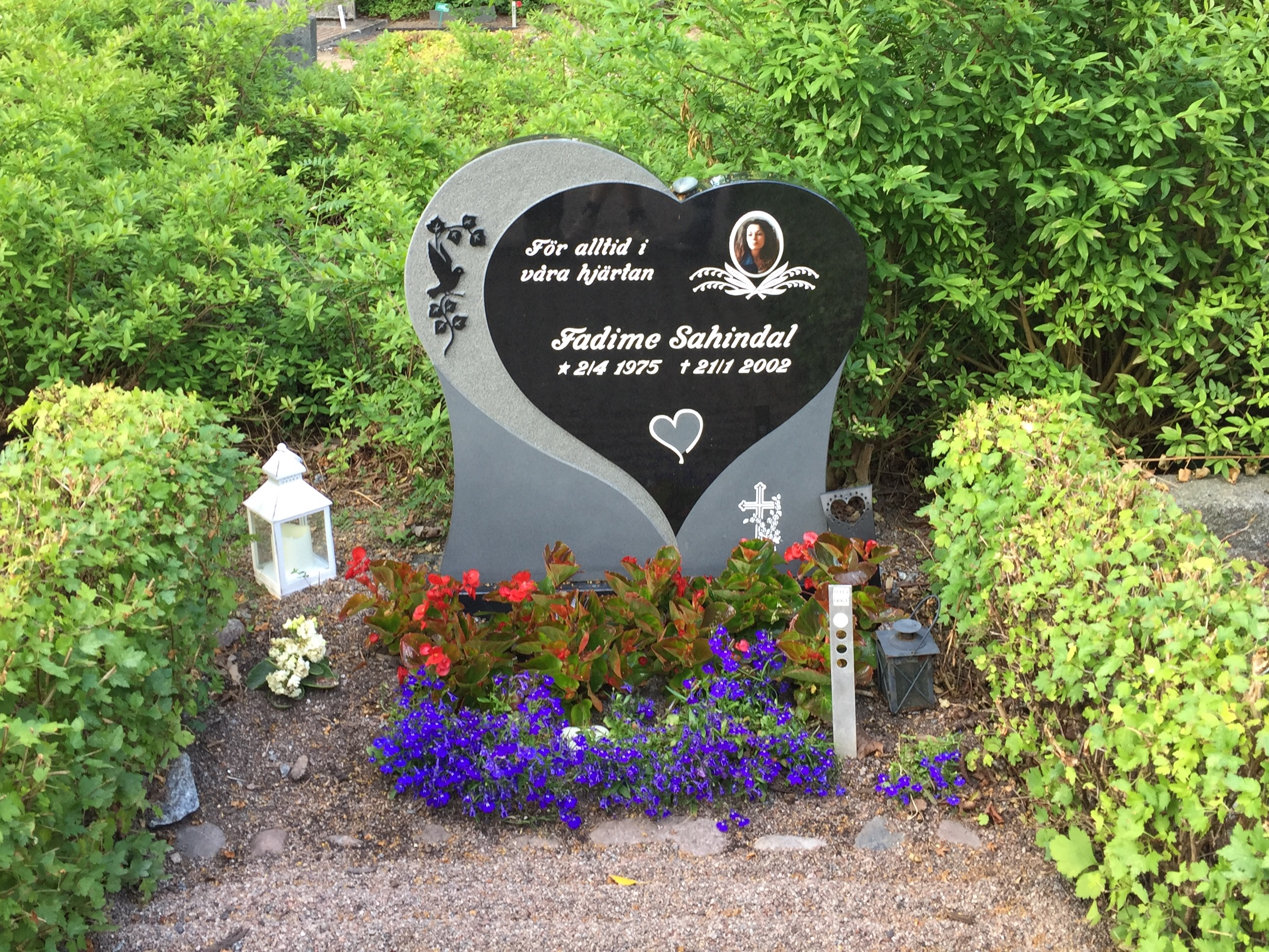
Могила Фадиме Шахиндал на Старом кладбище в Уппсале

Фадиме не хотела похорон в соответствии с обрядами её родной религии. Похоронена рядом с Патриком на Старом кладбище в Уппсале. Церемония прошла 4 февраля 2002 года в кафедральном соборе Уппсалы в присутствии большого количества народа. Провела церемонию декан Тууликки Койвунен-Бюлунд. На церемонии присутствовала кронпринцесса Виктория, спикер парламента Биргитта Даль, пресс-секретарь королевского двора Элизабет Таррас-Уолберг, министр интеграции Мона Салин.

## Суд
Младшая сестра Фадиме Сонгюль свидетельствовала на суде против своего отца в марте 2002 года. Отец Фадиме Шахиндал не испытывал угрызений совести во время суда. Более того, он не мог понять, что он сделал не так. В апреле окружной суд Уппсалы приговорил отца Фадиме к наказанию в виде пожизненного лишения свободы. В мае приговор подтверждён Апелляционным судом Свеаланда. В 2015 году Апелляционный суд Свеаланда изменил приговор на 24 года лишения свободы. В августе 2018 года Рахми Шахиндал освобождён из тюрьмы после отбытия двух третей срока.

## Судьба Месута и Сонгюль
Младший брат Фадиме Месут в 2010 году, через 8 лет после убийства осужден на 2 года заключения за то, что угрожал пистолетом в торговом центре в 2009 году автору книги об «убийствах чести», в которой среди прочего интервью его отца. Месут требовал денег и адрес свидетеля на суде по делу об убийстве Пелы Атроши, убитой своими дядями. В 2011 году Окружной суд Уппсалы осудил его за нападение на сожительницу, которой он выстрелил в плечо. В ноябре 2013 года он вышел на свободу. 20 февраля 2014 года суд запретил ему контакты с бывшей сожительницей, которой он угрожал. Вечером 7 апреля в полицию сообщили, что он избил бывшую сожительницу. Он был арестован и отпущен в 3:00 ночи после допроса. Утром 8 апреля в полицию сообщили, что Месут угрожает ножом матери и сестре. Месут, вооружённый ножом, был застрелен полицией, приехавшей по вызову. Он умер на месте.
Как и Фадиме, её младшая сестра Сонгюль рано уехала из дома и встречалась с парнем. Семья не приняла её выбор. 20 ноября 2014 года она была найдена мёртвой у себя дома. Она похоронена на Старом кладбище Уппсалы, рядом с Фадиме.

## Память
Фадиме была первой шведкой, которая привлекла столько внимания средств массовой информации к «убийствам чести». Убийство Фадиме имело огромный резонанс в средствах массовой информации. После убийства Фадиме шведская общественность впервые серьезно обратила внимание на эту проблему. В 2001 году создана национальная некоммерческая организация Glöm Aldrig Pela och Fadime (GAPF — «Никогда не забудем Пелу и Фадиме»), которая борется с «убийствами чести». Организация создана Сарой Мохаммад под названием Glöm Aldrig Pela-föreningen («Никогда не забудем Пелу») и сменила название после убийства Фадиме. Название организации содержит имена Пелы Атроши и Фадиме Шахиндал. В 2005 году создано шведское феминистское движение Varken hora eller kuvad (VHEK), которая является национальным отделением французского феминистского движения Ni Putes Ni Soumises, созданного в Париже в 2003 году. В лене Стокгольм создана специальная инициатива Origo Stockholm. Повысился уровень осведомлённости об «убийствах чести».
В октябре 2015 года Биргитта Оллсон, Саид Абду и Роберт Ханна, члены партии Либералы, предложили Lex Fadime — ужесточение уголовного наказания в случае «убийства чести».
Под впечатлением от убийства модели Мелиссы Норделль в 2001 году и убийства Фадиме Шахиндал Стиг Ларссон написал статью «Шведское и нешведское насилие над женщинами» (Svenskt och osvenskt våld mot kvinnor) для антологии «Дебаты о преступлениях на почве поруганной чести: феминизм или расизм?» (Debatten om hedersmord – Feminism eller rasism, ред. Стиг Ларссон и Сесилия Энглунд, Cecilia Englund), опубликованной в 2004 году. По словам его жены Эвы Габриэльссон эти убийства, а также книга Ханны Олссон об убийстве Картин да Коста вдохновили Стига на создание трилогии «Миллениум».
В 2009 году создано документальное радио «Убийство Фадиме» (Mordet på Fadime) для P3 Dokumentär, продюсеры Сири Амбьёрнссон и Эмма Янке.
Шведский режиссёр Нисти Стерк сняла документальный фильм «Наследие Фадиме» (Arvet efter Fadime) с участием Моны Салин.
Скульптор Ханна Белинг создала скульптуру «Место Фадиме» (Fadimes plats), которая установлена на берегу реки Фирис в Уппсале. Открытие состоялось 4 июня 2013 года в присутствии министра Марии Арнхольм.
Каждый год в день её смерти, 21 января общественность и представители GAPF, совета лена и общины Уппсалы собираются у её могилы, чтобы почтить её речами и возложением венков.
Антрополог Микаэль Куркиала (Mikael Kurkiala), представляющий исследовательское подразделение Церкви Швеции, был обвинен в прессе в культурном расизме после публичного высказывания по поводу убийства Фадиме Шахиндал.